# Greg Butler
Greg Butler (geb. vor 1993) ist ein für den Oscar nominierter Filmtechniker, der sich auf visuelle Effekte spezialisiert hat.

## Leben
Nach seinem Abschluss an der Suffield High School im Jahre 1993 begann er sich in Hollywood hochzuarbeiten. Er arbeitete an Filmen wie Jurassic Park, Forrest Gump, Der Herr der Ringe, Charlie und die Schokoladenfabrik, King Kong, Harry Potter und der Orden des Phönix und Die Chroniken von Narnia: Prinz Kaspian von Narnia. Seinen Durchbruch erreichte er aber erst im Jahr 2011 mit Harry Potter und die Heiligtümer des Todes: Teil 2 für den er einen  BAFTA Award erhielt und für den Oscar nominiert wurde. 2020 konnte er mit 1917 diese Trophäe entgegennehmen.
Butler ist mit Lisa Rollins verheiratet.

## Filmografie (Auswahl)
- 1993: Jurassic Park
- 1994: Cadillacs and Dinosaurs: The Second Cataclysm
- 1994: Flintstones – Die Familie Feuerstein (The Flintstones)
- 1994: Forrest Gump
- 1994: Juniors freier Tag (Baby's Day Out)
- 1994: Die Maske (The Mask)
- 1997: Starship Troopers
- 1998: Zauberhafte Schwestern (Practical Magic)
- 1999: Der Onkel vom Mars (My Favorite Martian)
- 2001: Der Herr der Ringe: Die Gefährten (The Lord of the Rings: The Fellowship of the Ring)
- 2002: Der Herr der Ringe: Die zwei Türme (The Lord of the Rings: The Two Towers)
- 2003: Der Herr der Ringe: Die Rückkehr des Königs (The Lord of the Rings: The Return of the King)
- 2004: I, Robot
- 2005: Charlie und die Schokoladenfabrik (Charlie and the Chocolate Factory)
- 2005: King Kong
- 2006: Amazing Grace
- 2007: Harry Potter und der Orden des Phönix (Harry Potter and the Order of the Phoenix)
- 2008: Die Chroniken von Narnia: Prinz Kaspian von Narnia (The Chronicles of Narnia: Prince Caspian)
- 2009: G.I. Joe – Geheimauftrag Cobra (G.I. Joe: The Rise of Cobra)
- 2009: Surrogates – Mein zweites Ich (Surrogates)
- 2011: Harry Potter und die Heiligtümer des Todes: Teil 2 (Harry Potter and the Deathly Hallows: Part 2)
- 2013: Jack and the Giants (Jack the Giant Slayer)
- 2013: Fast & Furious 6
- 2013: Lone Ranger (The Lone Ranger)
- 2013: Percy Jackson – Im Bann des Zyklopen (Percy Jackson: Sea of Monsters)
- 2014: The Amazing Spider-Man 2: Rise of Electro (The Amazing Spider-Man 2)
- 2014: Godzilla
- 2014: Maleficent – Die dunkle Fee (Maleficent)
- 2014: Jersey Boys
- 2014: American Sniper
- 2014: Nachts im Museum: Das geheimnisvolle Grabmal (Night at the Museum: Secret of the Tomb)
- 2014: Seventh Son
- 2015: Gänsehaut (Goosebumps)
- 2016: The Finest Hours
- 2016: Monster Trucks
- 2017: Fifty Shades of Grey – Gefährliche Liebe (Fifty Shades Darker)
- 2017: Die Mumie (The Mummy)
- 2018: Alpha
- 2018: X-Men: Dark Phoenix (Dark Phoenix)
- 2019: 1917

## Auszeichnungen
- 2012: BAFTA Award: Nominierung in der Kategorie British Academy Film Award/Beste visuelle Effekte für Harry Potter und die Heiligtümer des Todes: Teil 2
- 2012: Oscar: Nominierung in der Kategorie Beste visuelle Effekte für Harry Potter und die Heiligtümer des Todes: Teil 2
- 2020: Oscar: Nominierung in der Kategorie Beste visuelle Effekte für 1917
- 2020: BAFTA Award: Auszeichnung in der Kategorie British Academy Film Award/Beste visuelle Effekte für 1917